# بیمارستان بیستر
بیمارستان بیسِـتْر (فرانسوی: Bicêtre Hospital‎) بیمارستانی واقع در لو کرملن-بیستر در ناحیهٔ جنوبی شهر پاریس در فرانسه است. این بیمارستان ۴٫۵ کیلومتر از مرکز شهر پاریس فاصله دارد و ساخت آن در سال ۱۶۳۴ آغاز شد و در آغاز برای ارتش ساخته شد. با کمک ونسان دو پل سرانجام به‌عنوان یک پرورشگاه در سال ۱۶۴۲ افتتاح شد. در طول تاریخ، از این مکان به‌عنوان بیمارستان، آسایشگاه روانی و تیمارستان و همچنین زندان استفاده شده‌است. یکی از مشهورترین افراد بستری در آن مارکی دو ساد بود.